# Liste der Bodendenkmale in Struxdorf
In der Liste der Bodendenkmale in Struxdorf sind die Bodendenkmale der Gemeinde Struxdorf nach dem Stand der Bodendenkmalliste des Archäologischen Landesamts Schleswig-Holstein von 2016 aufgelistet. Die Baudenkmale sind in der Liste der Kulturdenkmale in Struxdorf aufgeführt.
| Denkmal-ID           | Befundart           | Bezeichnung         | Zeitstellung                 | Lage | Bemerkungen | Bild |
| -------------------- | ------------------- | ------------------- | ---------------------------- | ---- | ----------- | ---- |
| aKD-ALSH-Nr. 003 984 | Grabmal > Grabhügel | Grabhügel „Lundhyi“ | Vor- und/oder Frühgeschichte |      |             |      |